# Elmar Edel
Pour les articles homonymes, voir Edel.
Elmar Edel (né le 12 mars 1914 à Ludwigshafen, mort le 25 avril 1997) est un égyptologue Allemand.

## Biographie
Elmar Edel étudie l'égyptologie à Heidelberg auprès d'Hermann Ranke et à Berlin avec Kurt Heinrich Sethe et Hermann Grapow. Il étudie le hittite lors de séminaires d'Hans Ehelolf.
En 1937, il décrypte pour la Société allemande d'Orient dans le département Proche-Orient ancien des musées de Berlin sur plusieurs textes hittites. Ces écrits sont ceux entre l'Égypte et Hattusha du deuxième millénaire avant notre ère.
En 1941 il est diplômé avec comme sujet de thèse « Études sur la phraséologie des inscriptions égyptiennes de l'Ancien Empire ».
Il étudie les inscriptions des tombes de Qubbet el-Hawa près d'Assouan.
Elmar Edel est depuis 1960 membre de l'institut archéologique allemand et de l'Académie des sciences. Il est, en 1977, membre de l'institut d'Égypte, et en 1982, membre de l‘Academia delle Mediterranea Catania Science.

## Publications
- Neue Keilschriftliche Umschreibungen ägyptischer Namen aus den Boghaköi-Texten, 1948 ;
- Die Reiseberichte des Harchuf (Hrw-hwff) in seinem Grab am Qubbet el-Hawa (34n), Berlin, 1955 ;
- Altägyptische Grammatik I, 1955 ;
- Der geplante Besuch Hattusilis III. in Ägypten, 1960 ;
- Altägyptische Grammatik II, 1964 ;
- Altägyptische Fürstengräber bei Assuan. Ausgrabungen auf der Qubbet el-Hawa, Berlin, 1966 ;
- Die Felsengräber der Qubbet el-Hawa bei Assuan, Wiesbaden, 1967–1971 ;
- Beiträge zu den Inschriften des Mittleren Reiches in den Gräbern der Qubbet el-Hawa, Berlin, 1971 ;
- Ägyptische Ärzte und ägyptische Medizin am Hethitischen Königshof, 1976 ;
- Die ägyptisch-hethitische Korrespondenz aus Boghazköi in babylonischer und hethitischer Sprache, Opladen, 1994 ;
- Der Vertrag von Ramses II. von Ägypten und Hattusili III., Berlin, 1997.